# میمون عنکبوتی پشمالو جنوبی
میمون عنکبوتی پشمالو جنوبی (نام علمی: Brachyteles arachnoides) نام یک گونه از سرده میمون عنکبوتی پشمالو است.